# Фанен-юнкер
Фа́нен-ю́нкер (нім. Fahnenjunker — «прапорний юнкер») — військове звання в деяких країнах.
У німецькій армії фанен-юнкер — військове звання, що традиційно надається слухачам других-третіх курсів воєнно-навчальних закладів, й приблизно аналогічне за змістом до українського курсанта. За правовим статусом й знаками розрізнення відповідає унтер-офіцеру.
У Російській імператорській армії — звання у легкій кавалерії до 1856 року, проміжне за своїм правовим статусом між чинами унтер-офіцерів і обер-офіцерів. Чин присвоювався військовослужбовцям, які були кандидатами на присвоєння першого обер-офіцерського чину, пізніше також — тим, що проходили курс наук у військових навчальних закладах (військових і юнкерських училищах, школах) Росії. У важкій кавалерії і гусарських полках фанен-юнкеру відповідав естандарт-юнкер (штандарт-юнкер), за правовим статусом фанен-юнкера було прирівняно чину підпрапорщик.

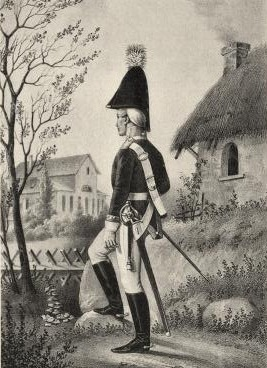
Фанен-юнкер С.-Петербурзького Драгунського полка, 1802-1803.
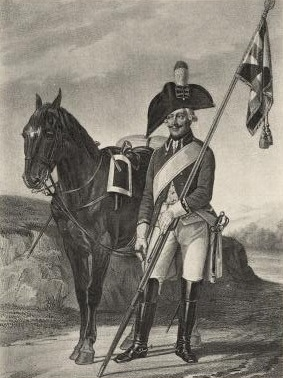
Фанен-юнкер Нижньогородського Драгунського полка, 1797-1800.
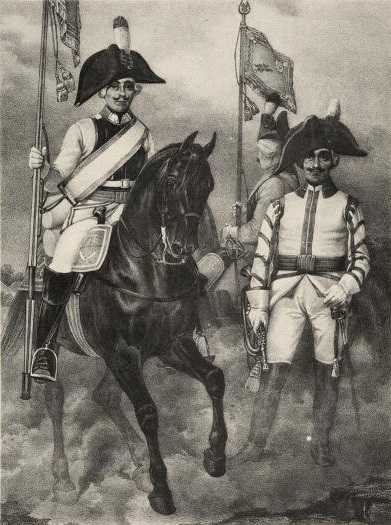
Естандарт-юнкер Катеринославського кірасирського (ліворуч) і трубач Казанського кірасирського полків, 1797-1801